# Narancsvirágolaj

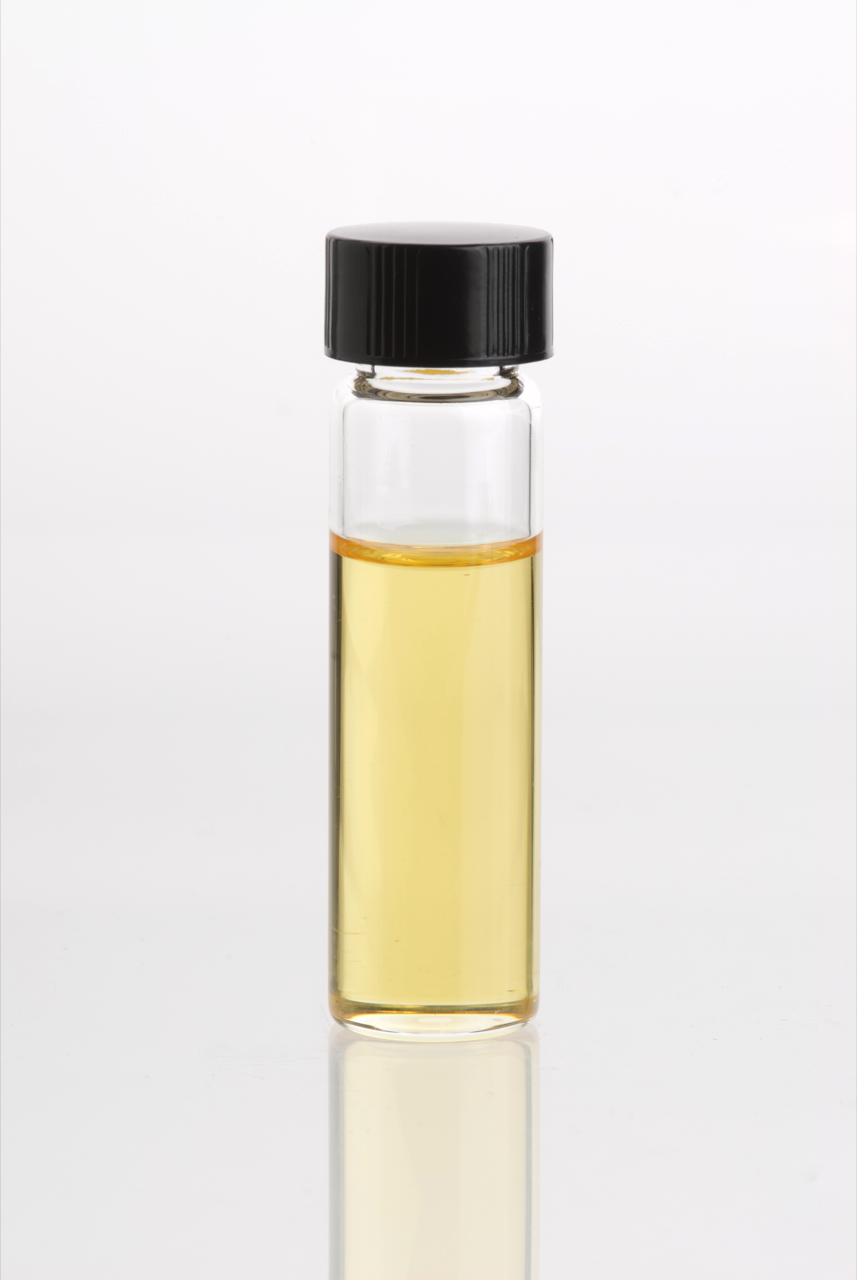
Narancsvirágolaj egy ampullában

A narancsvirágolaj (Citrus aurantium) egy illóolaj, amit a keserű narancs (Citrus aurantium subsp. amara), ritkábban a narancs (Citrus sinensis) virágából állítanak elő desztillálással.

## Előállítás
Hagyományosan szicíliai eredetűnek tartják; a narancsvirágolajat számos nyelven Nerolinak nevezik, amely nevet állítólag Nerola hercegnője után kapta. A Révai nagy lexikona szerint ezzel szemben „majdnem kizárólagos termelőhelye Dél-Franciaország.”
Napjainkban elsősorban a Magreb-régióban, azaz Tunéziában, Marokkóban és Algériában, ezeken kívül pedig Spanyolországban és a Karib-térségben állítják elő. 

## Fordítás
- Ez a szócikk részben vagy egészben  a   Neroli című német Wikipédia-szócikk ezen változatának fordításán alapul.  Az eredeti cikk szerkesztőit annak laptörténete sorolja fel. Ez a jelzés csupán a megfogalmazás eredetét és a szerzői jogokat jelzi, nem szolgál a cikkben szereplő információk forrásmegjelöléseként.